# Meccanismo europeo di protezione civile
Il contributo europeo nell'ambito di protezione civile nasce dopo l'incredibile serie di calamità naturali e catastrofi ambientali che avvennero, nei Paesi dell'Unione europea e nei paesi candidati, alla fine degli anni ‘90, dal terremoto in Grecia e Turchia al naufragio della petroliera Erika in Francia, dalle alluvioni agli incendi boschivi che colpirono molti Stati tra cui l'Italia.
A seguito di questi ed altri gravi eventi, la Commissione europea maturò la necessità di adottare dei provvedimenti comuni diretti ad un maggior coordinamento degli interventi di protezione civile in caso di catastrofe.
L'ipotesi che venne formulata si incentrava sulla costituzione di un meccanismo che consentisse agli Stati membri di mettere in comune le risorse di protezione civile su scala europea: il meccanismo comunitario di protezione civile. Questo avrebbe dovuto necessariamente rispettare le competenze nazionali ottemperando ad una delle regole comunitarie basilari, ossia il principio di sussidiarietà, e perseguire nel contempo l'obiettivo di sostenere e incoraggiare gli sforzi nazionali negli interventi da compiere in caso di calamità.
Tale strumento avrebbe inoltre dovuto consentire la possibilità di organizzare rapidamente provvedimenti supplementari a livello europeo, attingendo alle risorse offerte da altri Paesi che, su richiesta di quello colpito da un'emergenza, gli avrebbero dato la possibilità di aumentare le proprie capacità di protezione civile in misura sufficiente per poter sostenere le risorse nazionali impegnate negli interventi di soccorso.
La realizzazione di tale primario obiettivo rendeva necessaria l'assunzione, da parte della Commissione europea, di un ruolo di coordinamento nonché l'espressa volontà degli Stati membri di mettere a disposizione un adeguato numero di accorgimenti di protezione civile per prestare soccorso ad altri Paesi.
Si è quindi avviata la costituzione di una base giuridica che si è concretizzata nell'ottobre 2001 dando vita al “Meccanismo Comunitario di protezione civile” al fine di agevolare la cooperazione per fronteggiare gravi emergenze verificatesi all'interno o all'esterno della Comunità compreso l'inquinamento marino.
Lo strumento giuridico utilizzato fu la Decisione del Consiglio n. 2001/792 del 23 ottobre 2001  intitolata “istituzione di un meccanismo comunitario inteso ad agevolare una cooperazione rafforzata negli interventi di soccorso della protezione civile”.
l'art. 1 della Decisione richiama a sua volta la Decisione N. 2850/2000/CE del Parlamento europeo e del Consiglio del 20 dicembre 2000 che istituisce un quadro comunitario di cooperazione nel settore dell'inquinamento marino dovuto a cause accidentali o intenzionali.
A seguito delle “lezioni apprese” nelle esperienze dei primi cinque anni di attività per il Meccanismo è iniziata una seconda fase, quella del rinnovamento al fine di migliorare ed adeguare lo strumento anche alle nuove contingenti necessità.
Gli spunti per proporre una serie di migliorie sono venuti soprattutto dagli interventi che sono stati effettuati per numerose inondazioni e incendi forestali in Europa, il disastro dello tsunami nell'Asia sud orientale (2004), l'uragano Katrina negli Stati Uniti (2005) e i terremoti a Bam, in Iran (2003) e in Pakistan (2005) ma non solo.
Alcuni Paesi europei, nel frattempo, hanno dovuto fronteggiare anche un nuovo genere di emergenza che, nella Decisione istitutiva del Meccanismo, non è citata tra le cause che originano emergenze: la minaccia terroristica.
Dopo gli attentati dell'11 settembre 2001, ed in particolare in seguito agli efferati attentati di Madrid (2004) e Londra (2005), su proposte della Presidenza e del coordinatore antiterrorismo, il Consiglio dell'Unione europea ha adottato una strategia antiterrorismo, con la quale l'Unione si impegna a combattere il terrorismo a livello globale.
Il ruolo guida per affrontare questo genere di minaccia non ricade però nella sfera di competenze della Commissione (primo pilastro), come previsto dai trattati istitutivi che distribuiscono in tre pilastri le aree politiche dell'Unione, ma in quello relativo alla Politica Estera e di Sicurezza Comune (PESC - secondo pilastro), disciplinata dal titolo V del trattato sull’Unione Europea.
La Commissione pertanto, svolge un ruolo marginale rispetto ai compiti affidati al Consiglio, ovvero agli Stati membri, ed è in questa cornice, in questa attuale situazione istituzionale che vanno lette ed interpretate le varie iniziative poste in essere dal Consiglio per dar forma al tentativo di integrazione del Meccanismo Comunitario di protezione civile con il più ampio sistema europeo di gestione delle crisi.
Tra le tante iniziative intraprese in tema di sicurezza e difesa, si va costruendo e si cerca di organizzare una forma di cooperazione che, volendo accostarla per analogia con ciò che esiste già all'interno di molti Paesi dell'Unione tra cui l'Italia, potremmo definire come una Difesa Civile europea, ovvero una integrazione di strumenti esistenti, civili e militari, organizzati in modo da fronteggiare una emergenza originata da una minaccia destabilizzante, che agisce in modo asimmetrico e quasi totalmente imprevedibile.
Naturalmente il compito della Protezione Civile in tale contesto rimane quello di assumere il ruolo di chi deve operare per la riduzione dell'impatto di un evento simile nei confronti della popolazione, mirando a limitarne, per quanto possibile, il suo coinvolgimento.
La Commissione quindi, proprio nell'ambito delle proposte volte al rinnovamento del Meccanismo, si è predisposta per assistere i 30 Stati aderenti (UE, Islanda, Liechtenstein e Norvegia) nell'attuazione del loro impegno di solidarietà in materia di protezione civile.
Le principali iniziative in tal senso sono state:
1. La creazione di uno strumento finanziario per la reazione rapida e la preparazione alle emergenze gravi, inteso a garantire il quadro normativo necessario per finanziare le operazioni di protezione civile, processo conclusosi con la pubblicazione della decisione del Consiglio 2007/162/EC, Euratom, adottata il 5 marzo 2007. http://www.amblav.it/Download/l_07120070310it00090017.pdf[collegamento interrotto]

1. La proposta da parte della Commissione dell'adozione di una Decisione del Consiglio per istituire un rinnovato Meccanismo comunitario di protezione civile (rifusione), processo conclusosi con la pubblicazione della decisione del Consiglio 2007/779/EC, Euratom dell'8 novembre 2007.

L'attività della Commissione viene innestata in una cornice più generale, la strategia antiterrorismo dell'UE decisa dal Consiglio, che copre quattro settori d'azione: prevenzione, protezione, perseguimento e risposta. In quest'ultimo settore troviamo il contributo del Meccanismo Comunitario di protezione Civile: tale partecipazione viene inserita sia in termini di capacità operative che d'integrazione della Commissione nei nuovi dispositivi UE di coordinamento nella gestione delle crisi e delle emergenze.
Il coordinamento si attua per mezzo di un gruppo direttivo di crisi istituito ad hoc e che deve tenere continuamente informato il Comitato dei Rappresentanti Permanenti (COREPER) ed il Consiglio sull'evoluzione della situazione, sulle decisioni del Paese colpito e accompagnare i rapporti con le opzioni di scelta per eventuali provvedimenti da prendersi nel rispetto delle competenze nazionali.
Un'importante sottolineatura va infine dedicata al fatto che le varie strategie dell'Unione Europea per la cooperazione nel settore della protezione civile, non intendono sostituire i sistemi nazionali.
Tutte le iniziative sono saldamente basate sul principio di sussidiarietà, l'elemento guida della legislazione comunitaria in base al quale le azioni nell'Unione devono essere sempre intraprese ad un livello quanto più possibile locale.